# Чанцзян-Ліський автономний повіт
19°23′00″ пн. ш. 109°05′00″ сх. д. / 19.383333333333° пн. ш. 109.08333333333° сх. д.
Чанцзян-Ліський автономний повіт (кит. 昌江黎族自治县, пін. Chāngjiāng Lízú Zìzhìxiàn) — один із повітів КНР у складі провінції Хайнань. Адміністративний центр — містечко Шилу.

## Географія
Чанцзян-Ліський автономний повіт лежить на висоті близько 140 метрів над рівнем моря у західній частині острова Хайнань.

### Клімат
Повіт знаходиться у зоні, котра характеризується вологим субтропічним кліматом. Найтепліший місяць — червень із середньою температурою 28,9 °C. Найхолодніший місяць — січень, із середньою температурою 19,4 °С.
| Клімат повіту Чанцзян-Лі | Клімат повіту Чанцзян-Лі | Клімат повіту Чанцзян-Лі | Клімат повіту Чанцзян-Лі | Клімат повіту Чанцзян-Лі | Клімат повіту Чанцзян-Лі | Клімат повіту Чанцзян-Лі | Клімат повіту Чанцзян-Лі | Клімат повіту Чанцзян-Лі | Клімат повіту Чанцзян-Лі | Клімат повіту Чанцзян-Лі | Клімат повіту Чанцзян-Лі | Клімат повіту Чанцзян-Лі | Клімат повіту Чанцзян-Лі |
| Показник                 | Січ.                     | Лют.                     | Бер.                     | Квіт.                    | Трав.                    | Черв.                    | Лип.                     | Серп.                    | Вер.                     | Жовт.                    | Лист.                    | Груд.                    | Рік                      |
| Середній максимум, °C    | 25,4                     | 26,5                     | 29,6                     | 32,7                     | 33,5                     | 33,8                     | 33,7                     | 32,9                     | 31,6                     | 30                       | 27,6                     | 25                       | 30,2                     |
| Середня температура, °C  | 19,4                     | 20,5                     | 23,3                     | 26,5                     | 28                       | 28,9                     | 28,7                     | 28                       | 26,7                     | 25,4                     | 22,9                     | 20                       | 24,9                     |
| Середній мінімум, °C     | 15,7                     | 16,9                     | 19,3                     | 22,4                     | 24,3                     | 25,4                     | 25,2                     | 24,6                     | 23,5                     | 22,2                     | 19,6                     | 16,6                     | 21,3                     |
| Норма опадів, мм         | 2.2                      | 10.2                     | 33.5                     | 63.1                     | 181                      | 186.5                    | 260.8                    | 338.8                    | 308.4                    | 215.3                    | 41.5                     | 13.4                     | 1654.7                   |
| Вологість повітря, %     | 76                       | 78                       | 76                       | 75                       | 76                       | 74                       | 75                       | 80                       | 82                       | 79                       | 76                       | 74                       | 76.8                     |
| ------------------------ | ------------------------ | ------------------------ | ------------------------ | ------------------------ | ------------------------ | ------------------------ | ------------------------ | ------------------------ | ------------------------ | ------------------------ | ------------------------ | ------------------------ | ------------------------ |
| Джерело: data.cma.cn     |                          |                          |                          |                          |                          |                          |                          |                          |                          |                          |                          |                          |                          |